# Razdrto (Brod Moravice)
Pour les articles homonymes, voir Razdrto.
Razdrto est une localité de Croatie située dans la municipalité de Brod Moravice, comitat de Primorje-Gorski Kotar. En 2001, la localité comptait 9 habitants.

## Démographie
| 1948 | 1953 | 1961 | 1971 | 1981 | 1991 | 2001 |
| ---- | ---- | ---- | ---- | ---- | ---- | ---- |
| 96   | 99   | 60   | 45   | 31   | 21   | 9    |